# Pablo Martín Ruiz
Pablo Martín Ruiz (Buenos Aires, 17 luglio 1987) è un calciatore argentino, centrocampista del Tristán Suárez.

## Caratteristiche tecniche
È un esterno sinistro.

## Carriera
Cresciuto nel settore giovanile del Nueva Chicago, con la maglia del club neroverde ha disputato oltre 140 incontri nelle prime tre divisioni del calcio argentino.